# 格涅兹诺总教区博物馆

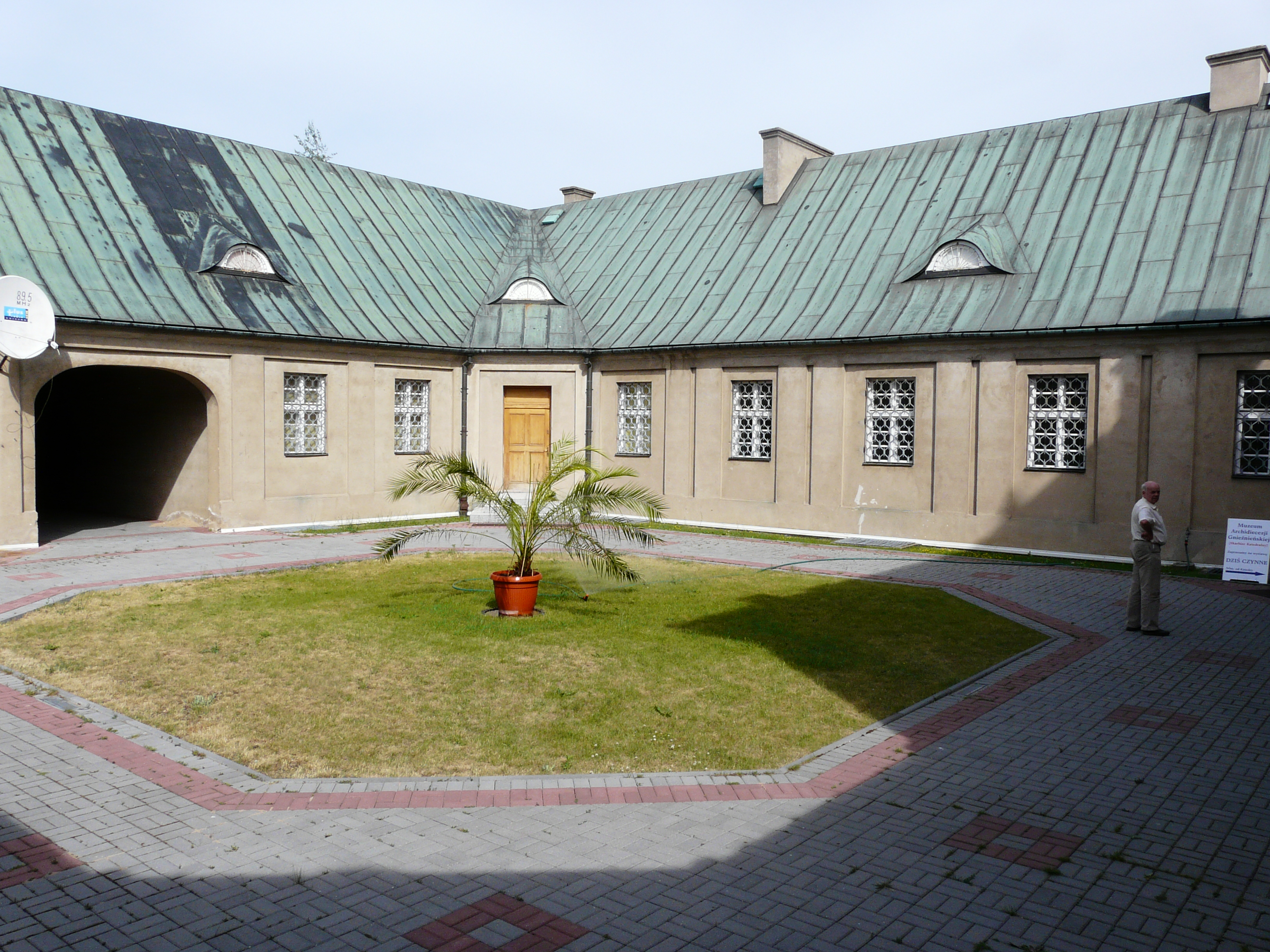

格涅兹诺总教区博物馆（Muzeum Archidiecezjalne w Gnieźnie）是波兰格涅兹诺的一座博物馆，1989年由当时的格涅兹诺总主教若瑟·格伦普（Józefa Glempa）创建，1991年5月22日开幕，收藏圣母升天圣亚德伯圣殿总主教座堂的藏品，设于大学街（ul. Kolegiaty）2号，主教座堂旁一座经过改造的建筑中。

## 收藏
这些收藏品来自天主教格涅兹诺总教区，以及切梅什诺的克鲁兹维卡学院。博物馆还负责管理主教座堂的金库。这里拥有除了克拉科夫瓦维尔的若望保禄二世主教座堂博物馆（Muzeum Katedralne im. Jana Pawła II na Wawelu）和光明山修道院之外，波兰最珍贵和最独特的罗马式和哥特式的宗教艺术遗产，以及主教座堂自身的遗迹，其中包括格涅兹诺门。第一位馆长、策展人和组织者是波莱斯瓦夫·哲尔瓦。

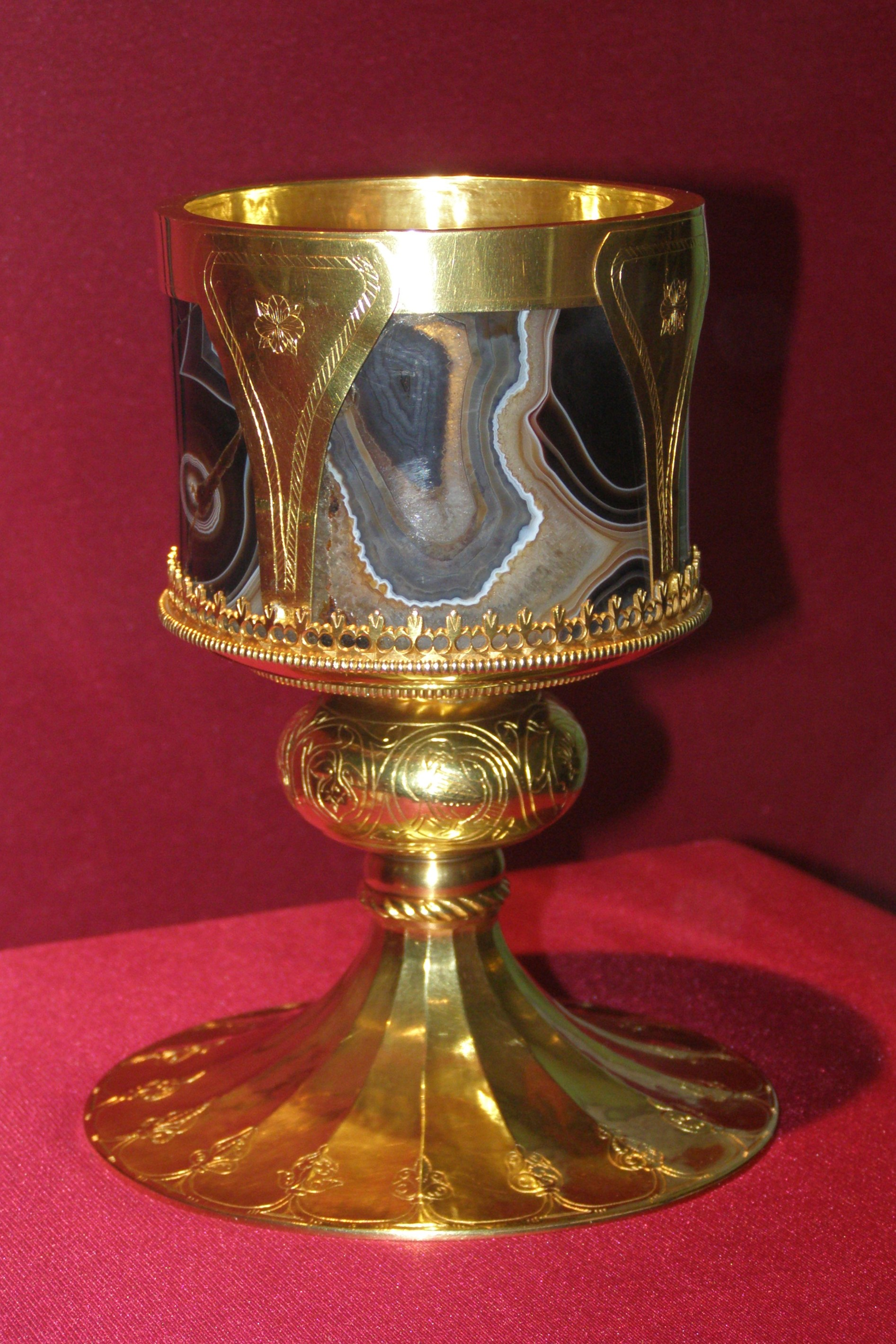
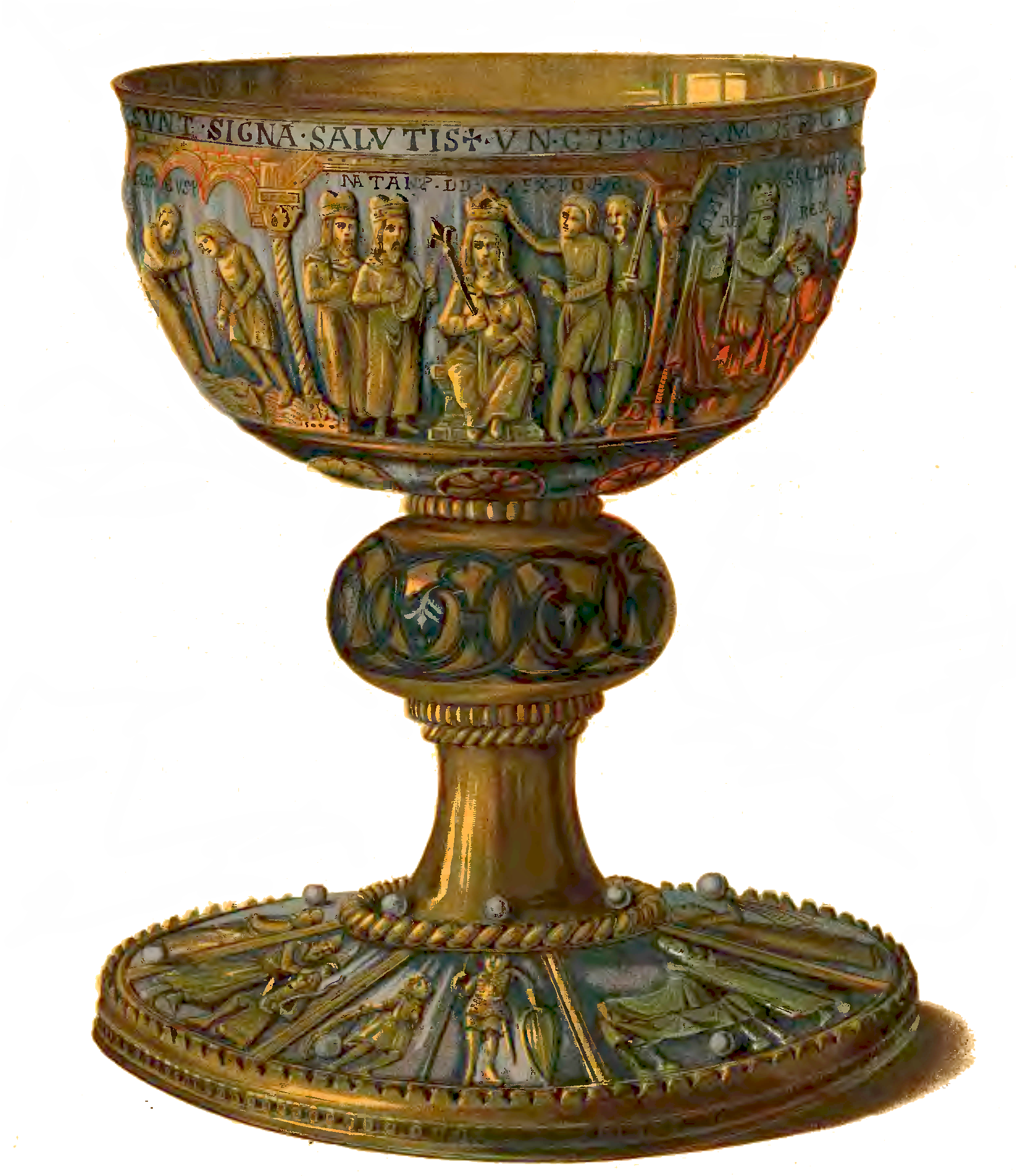
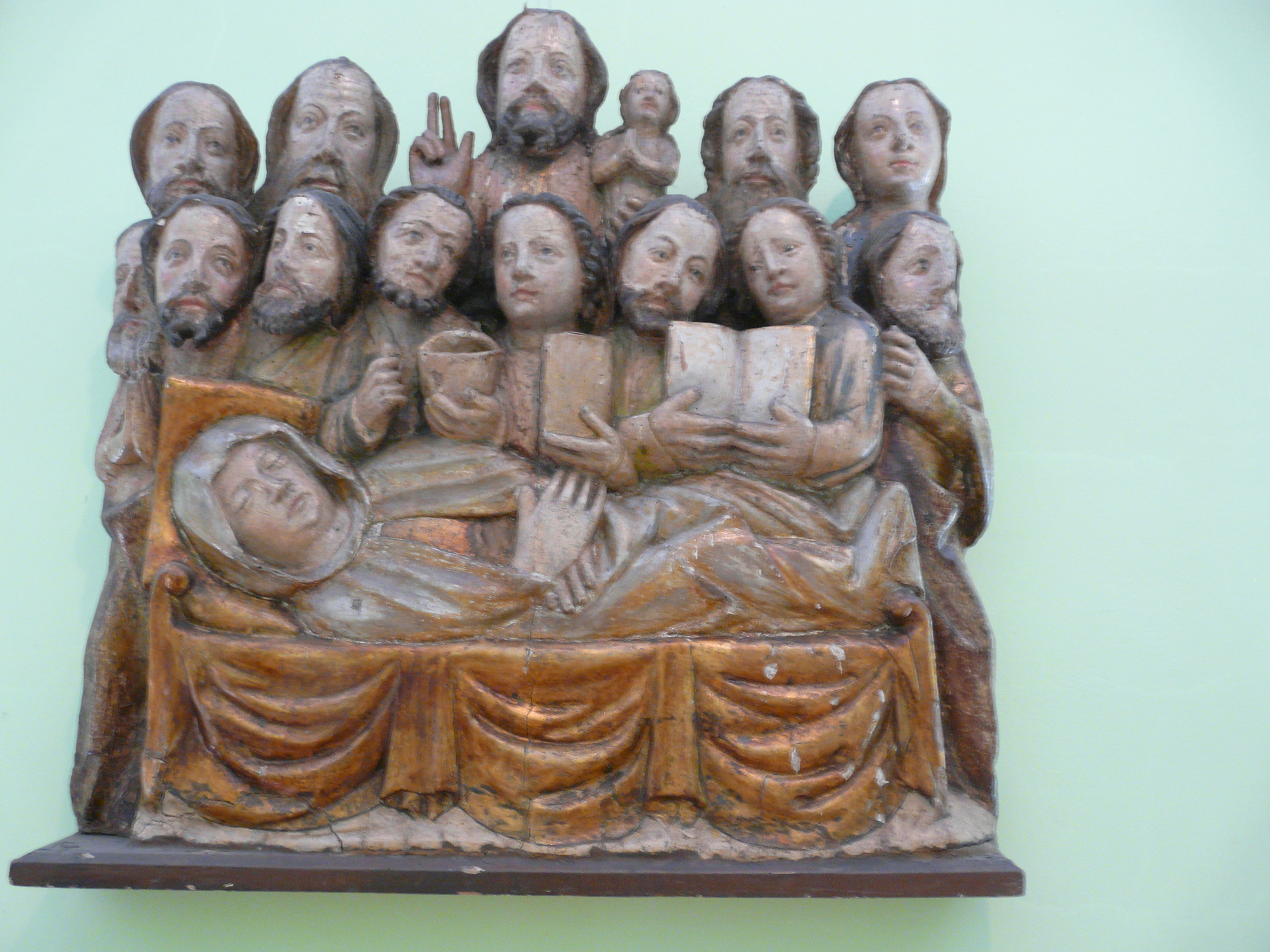
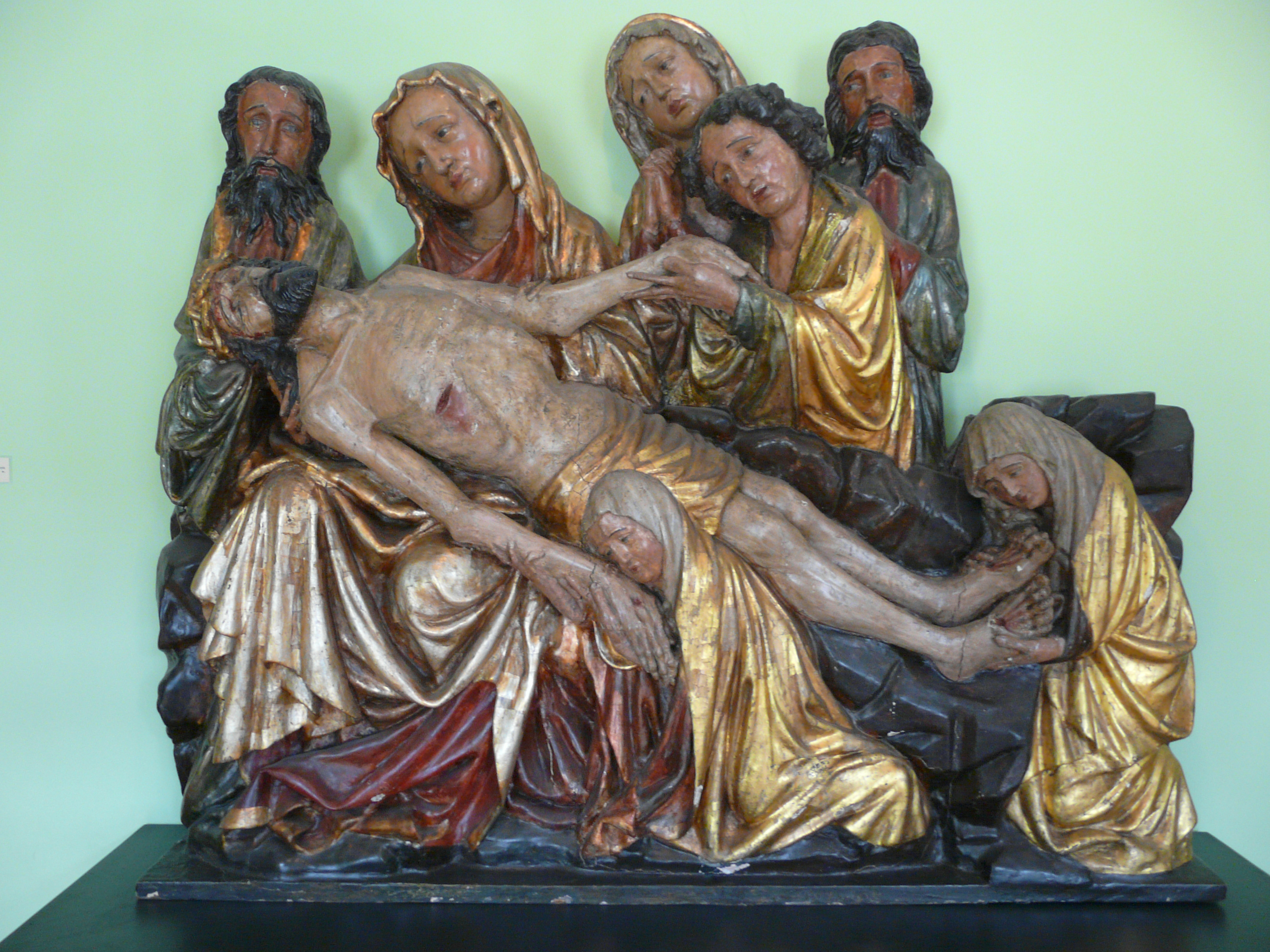

藏品中有一件波兰最古老的12世纪圣餐盘。